# Kepler-19
Kepler-19 – gwiazda położona w gwiazdozbiorze Lutni. Jest trochę mniejsza i lżejsza od Słońca. 
Posiada planety: Kepler-19b odkrytą metodą tranzytową oraz Kepler-19c, której istnienie zostało odkryte dzięki jej wpływowi grawitacyjnemu na wcześniej odkrytą Kepler-19b.